# Радополе
Радополе (Радополье, латыш. Radopole) — населённый пункт в Вилянском крае Латвии. Входит в состав Вилянской волости. Находится у региональной автодороги P58 (Виляны—Прейли—Шпоги). По данным на 2018 год, в населённом пункте проживало 265 человек.

## История
В советское время населённый пункт входил в состав Радопольского сельсовета Резекненского района. В селе располагалась Латгальская опытная станция животноводства.